# Ali Benflis
Ali Benflis  (en arabe : علي بن فليس, berbère: ⴰⵍⵉ ⴱⴻⵏⴼⵍⵉⵙ), né le 8 septembre 1944 à Batna en Algérie, est un homme d'État algérien.
Ministre de la Justice de 1988 à 1991, il est chef du gouvernement de 2000 à 2003. Il préside à partir de 2015 le parti Avant-garde des libertés (Talaie El Houriat), dont il est à l’origine.
Il se présente sans succès aux élections présidentielles de 2004, 2014 et 2019, où il réunit respectivement 6,4 %, 12,3 % des suffrages et 10,5 % des suffrages exprimés. Il se retire de la vie politique à l'issue de cette dernière élection.

## Situation personnelle

### Origines et formation
Ali Benflis est né dans une famille d’agriculteurs nationalistes à Batna, la cinquième ville d’Algérie et capitale des Aurès. Il est le sixième d’une fratrie de douze enfants. En 1957, en pleine guerre de libération algérienne et alors qu’Ali Benflis a 13 ans, son père Touhami Benflis et son frère aîné Amar sont enlevés par l’armée française puis portés disparus. La famille Benflis n’apprendra qu’à la fin de la guerre que son père est mort sous la torture et que son frère a été exécuté par les Français.  
Ali Benflis fait ses études au Lycée Hihi El Mekki (ex-lycée franco-musulman) de Constantine de 1954 à 1964, où il étudie l’arabe et le français. Il obtient son baccalauréat en 1964, puis une licence de droit de l’université d’Alger en juin 1968.

### Carrière professionnelle
Après avoir obtenu une licence en droit de l’université d’Alger en 1968, il devient à 24 ans juge au tribunal de Blida, puis procureur de la République en 1969 et enfin procureur général auprès de la cour de Constantine de 1971 à 1974. Il s'inscrit par la suite au barreau et ouvre son cabinet d’avocat à Batna. Il est élu bâtonnier de l’ordre des avocats de la région Est (Constantine) en 1983, puis de la région de Batna en 1987.
En 1987, il est l'un des membres fondateurs de la Ligue algérienne des droits de l’homme, lancée par le ministre de l'Intérieur El Hadi Khediri et le général Larbi Belkheir pour contrer la Ligue algérienne pour la défense des droits de l'homme[réf. nécessaire]. Benflis est membre de son comité directeur et responsable de la Ligue au niveau de l'est algérien.

## Parcours politique

### Ministre de la Justice
Après avoir été magistrat, avocat et bâtonnier, il est nommé ministre de la Justice le 9 novembre 1988 au sein du gouvernement Merbah. Il sera reconduit au sein du gouvernement Hamrouche puis dans le gouvernement Ghozali I.
En tant que garde des Sceaux, il contribue aux grandes réformes de la période d’ouverture démocratique du pays qui suit les événements du 5 octobre 1988. Il fait ainsi adopter un nouveau Statut de la Magistrature consacrant, pour la première fois, l’indépendance du pouvoir judiciaire. Dans le même temps, il fait adopter la loi qui régit la profession d’avocat, renforçant les droits de la défense, ainsi que les lois relatives aux professions de notaire, d’huissier de justice, et les textes relatifs au greffe. Il fait également adopter des textes en faveur des libertés et des droits de l’homme, comme la suppression de la peine de la relégation et la suppression de la Cour de Sûreté de l’Etat.
En 1991, il exigeait du gouvernement des garanties judiciaires, tel que le droit de recours et le droit à la défense au profit des personnes faisant l’objet d’une mesure d’internement administratif, en application du décret 1991 instaurant l’état d’urgence.

### Première traversée du désert
Il est limogé du gouvernement le 21 juillet 1991. Il revient sur la scène politique en tant que député du FLN lors des législatives de 1997. Deux ans après, en 1999, il dirige la campagne électorale de Abdelaziz Bouteflika pour l'élection présidentielle de 1999. Il occupe ensuite successivement les postes de secrétaire général de la présidence de la République, puis directeur de cabinet de la présidence et chef du gouvernement, après la démission d'Ahmed Benbitour le 26 août 2000.

### Chef du gouvernement
Un an après sa nomination en tant que chef du gouvernement, Ali Benflis est élu, le 19 septembre 2001, secrétaire général du FLN, en remplacement du Dr Boualem Benhamouda.
C'est sous son gouvernement qu'ont eu lieu les évènements dits du printemps noir, en Kabylie dont la revendication principale est la reconnaissance et l'officialisation de la langue berbere (le Tamazight).
À la suite des élections législatives de 2002, il est reconduit en juin 2002 dans ses fonctions de chef du gouvernement, ses collaborateurs mettant en avant ses qualités d'homme de dialogue et de concertation dans ses mesures législatives et ses réformes économiques et sociales. Il est remplacé le 5 mai 2003 par Ahmed Ouyahia. Certains évoquent le fait que le président Bouteflika aurait écarté Ali Benflis, en raison de sa popularité grandissante, et à la suite du refus de ce dernier de le soutenir pour son second mandat, condition sine qua non, imposée par Bouteflika, pour le maintien de Benflis à la tête du FLN. D’autres, en revanche, mentionnent le désaccord entre les deux hommes sur le vote de la loi sur les hydrocarbures, impliquant la privatisation de la compagnie pétrolière algérienne Sonatrach.

### Élection présidentielle de 2004
Il est candidat à l'élection présidentielle de 2004, où il arrive en deuxième position derrière le président sortant, avec 6,42 % des voix. Il démissionne de ses fonctions le 19 avril 2004.

### Élection présidentielle de 2014
Le 19 janvier 2014, il annonce à nouveau sa candidature pour l'élection présidentielle de 2014. D'après les résultats officiels, il obtient 12,18 % des voix et arrive deuxième au premier tour derrière le candidat sortant, Abdelaziz Bouteflika. Cependant, Ali Benflis dénonce une fraude à grande echelle marquée par plusieurs incidents dans les bureaux de vote, en particulier dans les deux dernières heures avant la clôture du scrutin. Le 19 avril 2014, il annonce la création prochaine de son nouveau parti. Le 20 avril, il affirme avoir recueilli la majorité des suffrages.
Le 30 septembre 2014, Ali Benflis présente un livre blanc sur les fraudes électorales pratiquées lors de l’élection présidentielle de 2014. Le document répertorie, preuves à l’appui, les nombreux mécanismes de fraude mis en place en faveur du président-candidat Abdelaziz Bouteflika (fichier électoral gonflé, faux procès-verbaux…).

### Fondation deTalaie El Houriat
Annoncé le 19 avril 2014, le nouveau parti politique d’Ali Benflis, Avant-garde des libertés (Talaie El Houriat), est agréé par le ministère de l’Intérieur le 8 septembre 2015,. Ali Benflis est élu président lors de son congrès constitutif, le 13 juin 2015.

### Élection présidentielle de 2019
L’état de santé du président Bouteflika conduisent Ali Benflis à dénoncer à de multiples reprises la « vacance du pouvoir ». Le 20 janvier 2019, il annonce son intention de se porter candidat aux élections présidentielles d'avril 2019 . Mais le 3 mars suivant, dans le contexte des manifestations populaires du « Hirak », il renonce à se présenter. Le 23 août 2019, lors d'une nouvelle manifestation, des slogans hostiles au chef de l'armée et homme fort de facto, Ahmed Gaïd Salah, au chef du panel de dialogue Karim Younes, et à Benflis sont scandés, ce dernier étant accusé par les manifestants d'être le candidat du pouvoir. Le 15 septembre, il affirme que « [les conditions sont] désormais réunies » pour la tenue du scrutin. En réaction à la demande du chef de l'armée de convoquer le scrutin, il déclare que « l'horizon semble se dégager » et que le pays serait proche de la résolution de la crise. Il officialise sa candidature le 26 septembre suivant. Celle-ci est contestée le lendemain par les manifestants.
Dans son programme, il promet la dissolution de l'Assemblée populaire nationale, une restructuration du Sénat ainsi que la rédaction d'une nouvelle Constitution qui serait soumise à référendum. Il propose également de mettre fin aux immunités présidentielles et parlementaires ainsi qu’à celles des ministres. Il déclare avoir pour ambition de satisfaire les revendications du Hirak. Le HuffPost estime que sa proposition de réforme constitutionnelle ressemble au contenu de la Constitution algérienne de 1989. Le 9 décembre, un membre de son équipe de campagne est écroué pour « espionnage ».
Arrivé en troisième position avec 10,55 % des suffrages exprimés, Ali Benflis prend acte de sa défaite, annonce sa démission de la présidence de son parti et annonce se retirer définitivement de la vie politique. Il démissionne de la présidence de son parti le 28 décembre suivant.

## Prises de position

### Régime politique
Ali Benflis qualifie le régime de la période Bouteflika d'hyperprésidentialiste en ce que la totalité des pouvoirs politiques, judiciaires et économiques seraient concentrés dans les mains du président Bouteflika et de ses proches, sans qu’aucune sorte de contrôle et de contre-pouvoir ne puisse exister indépendamment. Il dénonce aussi l’illégitimité et la non-représentativité du système politique algérien, notamment du fait des fraudes massives aux élections, mais surtout à cause de l’incapacité d’Abdelaziz Bouteflika à gouverner personnellement étant donné son état de santé et donc de l’existence d’intérêts privés extraconstitutionnels agissant dans l’ombre à Alger.
Il se prononce pour « la naissance de l'État de droit où la citoyenneté serait réhabilitée, où la souveraineté populaire serait respectée, où les libertés et les droits seraient protégés, où le gouvernant serait responsable et comptable de ses actes, où la Constitution et les lois seraient inviolables et où l'Etat serait garant de l'intérêt général et non celui d'intérêts particuliers ».
Après le départ de Bouteflika, en 2019, il appelle à une transition démocratique consensuelle, ordonnée, graduelle et apaisée craignant pour la stabilité du pays dans un contexte de menace budgétaire et sécuritaire. Il souhaite aussi s’inspirer de la transition démocratique tunisienne. Le point de départ de la transition serait une « relégitimation » des institutions algériennes au moyen de processus électoraux réguliers et transparents qu'une instance indépendante préparerait, organiserait et surveillerait.

### Économie
Ali Benflis accuse le régime en place en 2016 de n’avoir pas su faire bon usage de la manne financière issue de l’exportation des ressources pétrolières et gazières du pays et d’avoir privilégié une redistribution clientéliste des richesses, plutôt que le développement et la diversification de l’économie algérienne ou l’investissement à long terme.
Pour lui, la création de richesse suppose l’existence de droits et de libertés garantis, le respect des lois et des normes de transparence et la lutte contre l’informel et la corruption. Un ensemble qu’un régime bâti sur l’opacité et le favoritisme ne pourra pas mettre en place.

### Questions sociales
Avec la chute des revenus pétroliers débutée en 2014 et les nouvelles contraintes budgétaires qui pèsent sur le gouvernement d’Alger, Ali Benflis dit redouter une inquiétante déstabilisation sociale en Algérie. Le gouvernement ne serait plus en mesure de poursuivre sa politique de subventions afin d’acheter la paix sociale.
L’ancien chef du gouvernement n’estime possible la réforme sociale qu’en luttant contre les injustices politiques, économiques et sociales persistantes sous le régime du président Bouteflika. Il propose de mettre fin à « une société fonctionnant à deux vitesses où une minorité a accès à tout et peut tout se permettre et une majorité est sommée d’accepter son sort immérité et de se contenter du peu qui lui est arbitrairement concédé ».

### Liberté de la presse
À l’occasion de l’affaire El Khabar, il dénonce le recul de liberté de la presse dans le pays et une politique de harcèlement et d’épuration contre les médias indépendants.

### Lutte contre le terrorisme
L’ex-chef du gouvernement appelle à cesser d’ignorer la grave menace terroriste qui pèse aux frontières de l’Algérie et à développer un front intérieur qui inciterait les Algériens à la vigilance.

## Vie privée
Ali Benflis est marié et père de quatre enfants.

## Détail des mandats et fonctions
- 9 novembre 1988 – 21 juillet 1991 : ministre de la Justice (gouvernements Merbah, Hamrouche et Ghozali I)
- 27 décembre 1999 – 26 août 2000 : directeur de cabinet du président de la République
- 26 août 2000 – 5 mai 2003 : chef du gouvernement (gouvernements Benflis I, Benflis II et Benflis III)
- 19 septembre 2001 – 9 août 2004 : secrétaire général du Front de libération nationale (FLN)
- 14 juin 2015 – 28 décembre 2019 : président de Talaie El Houriat